# نيك برودي
نيك برودي (بالإنجليزية: Nicholas Duncan Brodie)‏ هو مجدف بريطاني، ولد في 6 أغسطس 1986.

## وصلات خارجية
- نيك برودي على موقع الاتحاد الدولي للتجديف (الإنجليزية)